# Atomic Bomberman
Atomic Bomberman es un videojuego de Interplay Productions para PC lanzado en 1997. Fue el primer juego original de Bomberman en ser desarrollado para Windows, y el segundo de la saga hecho para PC después de Dynablaster.
El juego es relativamente inusual en la serie Bomberman ya que fue oficialmente licenciado de Hudson Soft y desarrollado por Interplay Productions, un estudio con sede en Estados Unidos. La mayoría de los títulos de la serie fueron desarrollados en Japón. Como resultado, tiene una apariencia y sensación diferentes, comparado con otros títulos de Bomberman (a pesar de que la jugabilidad básica se mantenga intacta), utilizando gráficos 3D pre-renderizados en lugar de sprites animados dibujados a mano, y un amplio uso de voces durante el juego. Las voces fueron grabadas por los actores Charlie Adler y Billy West.
El juego usó el código de Super Bomberman 3, y, por lo tanto, se planeó contener vehículos y otras monturas, similar a las criaturas tipo canguro de Super Bomberman 3, como un aerodeslizador futurista que nunca se logró implementar.

## Jugabilidad
Atomic Bomberman puede jugarse en modo «clásico» o «mejorado». Se pueden jugar con un máximo de diez personajes, pero al menos uno debe ser controlado por un jugador, y no más de un jugador puede utilizar la misma distribución de teclas en la misma computadora. Esta regla del teclado no aplica a las partidas en LAN. Este título representa un salto irregular de los títulos previos; no posee una historia ni línea argumental. La única historia existente del juego es la siguiente, directo del manual:
«Para aquellos de ustedes que no estén familiarizados con la experiencia Bomberman, les ahorraré los detalles. La dinámica del juego es tan fácil como 1-2-3.»
«1. Suelta una bomba.»
«2. Corre como loco.»
«3. Cuida tu espalda (y tu frente, tu izquierda, etc. Solo cuídate.)»

## Editor de mapas
El juego incluye un editor de mapas escondido que permite al usuario editar mapas existentes al igual que crear mapas nuevos. Los mapas usados por el juego se encuentran en forma de «archivos esquema» (extensión .sch). El editor de mapas es una interfaz simple que muestra el mapa con puntos de distintos colores (0 a 9) que representan dónde aparecen los jugadores. Una función llamada DENSITY determina qué tan «densa» es la colección de ítems rompibles. El Administrador de Poderes determina la lista de poderes a incluir, su frecuencia de aparición, su posibilidad de ser destruidos, y qué pasa si dos poderes conflictivos se recogen (como Bomb Spooge y Power Glove). El editor también cuenta con una interfaz gráfica: el usuario puede alternar entre el tema visual «Acres Verdes» y una representación monocromática con patrones.

## Desarrollo
Atomic Bomberman fue creado a partir del código de Super Bomberman 3, el cual fue licenciado por Interplay Productions del dueño de la franquicia de Bomberman Hudson Soft. El líder del proyecto, Jeremy Airey, comentó que «Estamos intentando hacer [a Bomberman] un poco más moderno, pero no necesitamos cambiar la forma en que se juega».
El equipo de desarrollo tuvo ambiciones para que el juego tuviera el doble de capacidad de jugadores que cualquier otra versión del juego, hasta que el lanzamiento de Saturn Bomberman (que admite hasta diez jugadores) hizo que esta meta fuese poco realista.
Se planeó una versión de PlayStation que jamás fue lanzada.
Basándose en Super Bomberman 3, el equipo de desarrollo tuvo planes para incluir vehículos futuristas en reemplazo de las criaturas animalescas de Super Bomberman 3. La única prueba restante de esto es una revista de NEXT Generation (volumen tres, número 27) documentando el desarrollo, en donde se incluyen múltiples animaciones tempranas incluyendo a Bomberman utilizando lo que parece un teléfono plegable, jugando con lo que parece un yoyó, y una imagen renderizada de un Bomberman verde montando un aerodeslizador futurista. Estas nunca han aparecido en el juego, aparte de su inclusión en NEXT Generation, con excepción del aerodeslizador, el cual tuvo su propio ícono de ítem.
En la revista PC Gamer número 44 se han visto múltiples imágenes del juego. Estas incluyen una versión temprana de uno de los mapas, un render de un Bomberman púrpura con un diseño de la era de Super Bomberman, Bomberman manejando un tanque, y Bomberman corriendo con una bomba. Las animaciones planeadas para cuando el jugador quedara encerrado incluían a Bomberman encogiéndose los hombros y después disparándose, o mirando la bomba, gritando e intentando escalar la pared o bomba que bloqueara el paso; estas animaciones probablemente hayan sido removidas para mantener la clasificación de ESRB deseada. El juego pretendía ser «100% personalizable», una característica que nunca fue implementada oficialmente pero que fue posible, ya que todos los archivos pueden ser cambiados por otros (agregando el sufijo «.old» al archivo a reemplazar, y luego nombrando el archivo nuevo con el mismo nombre sin el sufijo «.old»).
El juego es notorio por contener, muy en lo profundo de los archivos, una colección de grabaciones vulgares y profanas realizadas por el talento de voces de Charlie Adler y Billy West. Estas líneas no pueden ser accedidas durante el juego y solo se pueden escuchar explorando manualmente los archivos. El disco también incluyó un tema para Microsoft Plus! que fue un software de aplicación de tema para Microsoft Windows. Este contenía sonidos personalizados de arranque y cierre del sistema operativo, un cursor personalizado de un Bomberman azul señalando, y fondos de pantalla.
Similarmente, en lo que respecta a archivos añadidos y extras, el juego completo contaba con un manual y postales con temática del juego. Estas incluyen una revista del «BomberHOMBRE DEL AÑO» de una compañía de revistas ficticia «TIMER», otra que decía «¡Es la bomba!» y «está de vuelta, ¡y explotarás de emoción!» debajo del logo del juego, y otra que hablaba de una «Fuseweek» ficticia representando un dibujo o render de un Bomberman azul a punto de lanzar una bomba nunca antes vista.

## Recepción
Atomic Bomberman obtuvo reseñas mixtas o medias, con una evaluación de 68.40% en el sitio web agregador de reseñas GameRankings. A Hugh Falk de CNET Gamecenter le pareció que la jugabilidad fue fiel a la serie de Super Bomberman, elogiando a Interplay Productions por no experimentar mucho con ella, siendo aficionado de los gráficos y el sonido. Falk notó el editor de niveles y el multijugador de hasta diez jugadores, pero vio la incapacidad de chatear durante el juego en línea como un descuido. Pete Hines de Adrenaline Vault hizo observaciones positivas sobre los gráficos coloridos y nítidos, la jugabilidad por ser fácil de jugar pero difícil de dominar, los efectos de sonido, la música y la inteligencia artificial del oponente, pero tuvo sentimientos mixtos con la interfaz general. Trent Ward de GameSpot comentó que aunque las animaciones de muerte humorísticas, y la personalización de personajes y reglas fueran adiciones admirables a la serie, el juego en línea entrecortado y glitches extraños comprometieron en gran medida al aspecto más importante del juego.
Edge también aclamó a Interplay por adaptar la jugabilidad a la PC, pero expresó que perdió el «encanto» de la iteración de consola de 16-bits con sus sprites «sobredetallados». Charlie Brooker de PC Zone estuvo de acuerdo, declarando que el maquillaje «Americano» de los sprites eran menos adorables que los sprites japoneses originales. Brooker lo consideró un juego multijugador adictivo. Shane Mooney de PCMag escribió que «si estás buscando un juego que tú y tus amigos puedan jugar para matar un par de minutos (u horas, o días), Atomic Bomberman lleva de sobra». Dan Elektro de GamePro dijo que Atomic Bomberman «realmente preserva los elementos esenciales de la serie clásica y solo añade mejoras merecedoras». En particular, Elektro notó los modos de equipo en el multijugador en línea, el editor de mapas y los personajes bien renderizados, aunque remarcó que los fondos a veces resultaron demasiado detallados, al punto de ser confusos.
Lisa Renninger de PC Gamer US elogió la acción rápida del juego y el multijugador, pero criticó la cantidad de almacenamiento que necesitó del disco duro, la falta de un sistema de avance y los campos de juego «feos» como desventajas. Markus Ziegler de PC Joker comentó los controles del juego de forma positiva, pero expresó sentimientos mixtos con respecto a su presentación audiovisual. Monika Stoschek de PC Player señaló la alta dificultad al enfrentarse a los oponentes de la computadora, indicando que podría resultar frustrante para los principiantes.
Galush de la revista polaca Secret Service se impresionó con la calidad gráfica, pero quedó menos complacido con su estilo de arte, conectividad con internet, desempeño en ciertas máquinas y falta de campaña. Kelly Rickards de Computer Gaming World vio el número de mapas del multijugador y los poderes como positivos. No obstante, Rickards escribió que «Este juego bastardiza a la serie; gran parte del atractivo y la jugabilidad bien pulida de los juegos de consolas japonesas no cruzaron el Pacífico». Nebojsa Radakovic de GameRevolution resaltó el multijugador y los efectos de sonido, pero criticó sus gráficos básicos, la jugabilidad simple sin mejoras significantes, y las herramientas de edición de niveles.